# Den underbara historien om Henry Sugar
Den underbara historien om Henry Sugar (originaltitel The Wonderful Story of Henry Sugar and Six More) är en novellsamling från 1977 av Roald Dahl.